# Helen Ferguson
Helen Ferguson (Decatur, 23 luglio 1901 – Clearwater, 14 marzo 1977) è stata un'attrice statunitense attiva all'epoca del muto, in seguito trasformatasi in agente cinematografica e curatrice di pubbliche relazioni.

## Biografia
Si diplomò alla Nicholas High School di Chicago e frequentò in seguito l'Accademia di belle arti. Prima di entrare nel mondo del cinema lavorò come giornalista. Si ritiene abbia debuttato nel cinema nel 1914, anche se i suoi primi ruoli accreditati sono del 1917. Verso il 1920 venne messa sotto contratto dalla Fox Film Corporation fatto che fece decollare la sua carriera. Venne scritturata soprattutto per film western, commedie e produzioni seriali. Nel 1922 venne scelta tra le vincitrici del concorso WAMPAS Baby Stars.
Nel 1925 sposò l'attore William Russell, che però morì solo quattro anni dopo. L'anno successivo, nel 1930 sposò in seconde nozze il facoltoso banchiere Richard L. Hargreaves. Dopo il secondo matrimonio si allontanò dal mondo del cinema, concentrandosi sulla carriera teatrale, anche se in quest'ambito non ebbe grandi riscontri.
Nel 1933 lasciò completamente la recitazione scegliendo di occuparsi di pubbliche relazioni, un lavoro che svolse con grande successo e che la rese una delle persone più potenti della Hollywood dell'epoca, dal momento che rappresentò, tra gli altri, divi del calibro di Henry Fonda, Barbara Stanwyck e Robert Taylor. Fu anche l'agente di Loretta Young per più di diciannove anni, proteggendola con vigore dalle intromissioni della stampa nella sua vita privata.
Nel 1941 morì il suo secondo marito, e nel 1967 decise di ritirarsi anche dal lavoro di agente. Morì settantacinquenne nel 1977. Fu sepolta al Forest Lawn Memorial Park di Glendale in California.

## Riconoscimenti
- WAMPAS Baby Stars (1922)
- Hollywood Walk of Fame (Star of Motion Pictures; 6153 Hollywood Blvd.; February 8, 1960)

## Filmografia parziale
- Max Wants a Divorce, regia di Max Linder (1917)
- Fools for Luck, regia di Lawrence C. Windom (1917)
- Gift o' Gab, regia di W. S. Van Dyke (1917)
- The Small Town Guy, regia di Lawrence C. Windom (1917)
- The End of the Road, regia di Edward H. Griffith (1919)
- The Romance Promoters, regia di Chester Bennett (1920)
- Burning Daylight, regia di Edward Sloman (1920)
- Shod with Fire, regia di Emmett J. Flynn (1920)
- Going Some, regia di Harry Beaumont (1920)
- The Challenge of the Law, regia di Scott R. Dunlap (1920)
- Amici per la pelle, regia di John Ford (1920)
- The Mutiny of the Elsinore, regia di Edward Sloman (1920)
- Sbaragliare la concorrenza (The Freeze Out), regia di John Ford (1921)
- Straight from the Shoulder, regia di Bernard J. Durning (come Bernard Durning) (1921)
- To a Finish, regia di Bernard J. Durning (1921)
- Making the Grade, regia di Fred J. Butler (1921)
- Desert Blossoms, regia di Arthur Rosson (1921)
- According to Hoyle, regia di W.S. Van Dyke (1922)
- Roughshod, regia di B. Reeves Eason (1922)
- Hungry Hearts, regia di E. Mason Hopper (1922)
- The Flaming Hour, regia di Edward Sedgwick (1922)
- The Crusader, regia di Howard M. Mitchell (1922)
- Brass, regia di Sidney Franklin (1923)
- Double Dealing, regia di Henry Lehrman (1923)
- Within the Law, regia di Frank Lloyd (1923)
- Why Get Married?, regia di Paul Cazeneuve (1924)
- The Right of the Strongest, regia di Edgar Lewis (1924)
- Racing Luck, regia di Herman C. Raymaker (1924)
- Valley of Hate, regia di Russell Allen (1924)
- My Neighbor's Wife, regia di Clarence Geldart (1925)
- Nine and Three-Fifths Seconds, regia di Lloyd B. Carleton (1925)
- The Isle of Hope, regia di Jack Nelson (1925)
- Wild West, regia di Robert F. Hill (1925)
- Casey of the Coast Guard, regia di William Nigh - serial cinematografico (1926)
- The Fire Fighters, regia di Jacques Jaccard - serial cinematografico (1927)
- Cheaters, regia di Oscar Apfel (1927)
- Taxi! Taxi!, regia di Melville W. Brown  (1927)
- Jaws of Steel, regia di Ray Enright (1927)
- Trusting Wives
- n Old California, regia di Burton L. King (1929)
- Finders Keepers, regia di Bryan Foy (1929)
- Scarlet Pages, regia di Ray Enright (1930)
- Poor Aubrey, regia di Bryan Foy (1930)
- Il tesoro dei faraoni (Kid Millions), regia di Roy Del Ruth e, non accreditato, Willy Pogany (1934)